# Temelucha apicalis
Temelucha apicalis är en stekelart som först beskrevs av Cresson 1865.  Temelucha apicalis ingår i släktet Temelucha och familjen brokparasitsteklar. Inga underarter finns listade i Catalogue of Life.